# Microsoft Message Passing Interface
Microsoft Message Passing Interface (интерфейс передачи сообщений Microsoft, MS MPI) — реализация спецификации программного интерфейса MPI-2 от компании Microsoft применяемая в Windows HPC Server 2008 для организации сетевого взаимодействия и передачи сообщений между высокопроизводительными вычислительными узлами. MS MPI совместим с эталонной реализацией MPICH2, за некоторыми исключениями в запуске и управлении задачами. MS MPI включает в себя привязки для языков C и FORTRAN. Он поддерживает отладку в Microsoft Visual Studio.
MS MPI работает в любой физической сети, включая Gigabit Ethernet, Infiniband и Myrinet, для которых существует драйвер Winsock Direct. Winsock Direct драйвер обходит стек TCP/IP операционной системы и предоставляет прямой доступ к сетевому оборудованию через транспортные протоколы, адаптированные для конкретного типа сети. Помимо доступа через драйверы, можно также использовать стек TCP/IP.